# پاکترا
پاکترا (文思海辉技术有限公司) شرکت فناوری اطلاعات چینی است، که در سال ۱۹۹۵ تأسیس شد.